# Rothenburg (Naturschutzgebiet)
Das Naturschutzgebiet Rothenburg liegt auf dem Gebiet der Gemeinde Kyffhäuserland im Kyffhäuserkreis in Thüringen.
Es erstreckt sich südöstlich der Kernstadt von Kelbra und nordöstlich von Steinthaleben, einem Ortsteil der Gemeinde Kyffhäuserland. Am westlichen und südwestlichen Rand des Gebietes verläuft die B 85 und nördlich die Landesstraße L 200. Am nördlichen Rand verläuft die Landesgrenze zu Sachsen-Anhalt, nordwestlich erstreckt sich die etwa 600 ha große Talsperre Kelbra.

## Bedeutung
Das 402,3 ha große Gebiet mit der NSG-Nr. 80 wurde im Jahr 1961 unter Naturschutz gestellt.